# LAI
Location Area Identity (LAI) — международный идентификатор зоны местоположения (уникально описывающий LA в сети GSM всего мира). Он используется при позиционировании абонентов мобильной связи. LAI состоит из трех знаков мобильного кода страны (MCC), от 2 до 3 знаков мобильного кода сети, который идентифицирует GSM PLMN в данной стране, и кода местоположения (LAC), представляющего собой 16-разрядное число, что таким образом предоставляет одному оператору использовать до 65536 обозначений LAC. Для примера, LAI сотового оператора ОАО Мегафон выглядит следующим образом: 2500265510, где 250 - это мобильный код России, 02 - код оператора, а 65510 - это LAC.
Данный идентификатор регулярно передается через широковещательный канал управления (BCCH). Мобильная станция распознает LAI и хранит его в SIM (Subscriber Identification Module). Областью местоположения (LA) называется область, в которой MS (Mobile Station) может свободно перемещаться не обновляя своего местоположения. Изменение области LA приводит к запросу location update в VLR (Visitors Location Register). Определение местоположения абонента необходимо для корректного подключения вызовов до абонента и правильной тарификации его в сети. Обратим внимание, что VLR известно только LA абонента, который может включать в себя несколько сот. Когда необходимо отправить вызов абоненту, то VLR направляет запрос во все соты (paging), находящиеся в зоне действия LA. После приема запроса персонального вызова, MS отправляет ответ, в котором предоставляется информация о соте, в которой она расположена. Эта информация необходима для настройки соединения с MS. 
Очевидно, что при малой LA нет необходимости процедуры paging, но тогда MS придется чаще предоставлять VLR зону своего нового местоположения при перемещении, в результате чего возрастет потребление радиоресурсов и быстрее будет истощаться батарея MS. Если площадь LA будет велика, то при соединении с MS возникнет необходимость "опроса" множества базовых станций, что нежелательно. Таким образом, группировка сот в LA является задачей на баланс между точностью информации о местоположении абонента, хранящейся в VLR, и мощностью радиоканала с истощением батареи MS, потребляемых в процессе процедуры обновления местоположения.